# Посёлок при 2 шлюзе ББК
Посёлок при 2 шлю́зе ББК — посёлок Медвежьегорского района Республики Карелия Российской Федерации. Входит в состав Повенецкого городского поселения.

## География
Посёлок расположен на побережье Повенецкого залива Онежского озера, при 2-м шлюзе Беломорско-Балтийского канала, в черте посёлка городского типа Повенец, административного центра поселения. С севера проходит автотрасса А-119.

## Население
Население учитывается в составе пос. Повенец.

## Инфраструктура
Основа экономики — Беломорско-Балтийский канал. Второй пункт «Повенецкой лестницы» из семи шлюзов.

### Достопримечательности
Памятный знак безвинно погибшим на строительстве Беломорканала в 1931—1933 годах (у второго шлюза).

## Транспорт
Водный и автомобильный транспорт. С Повенцом посёлок связан автомобильной дорогой.